# Jaan Anvelt

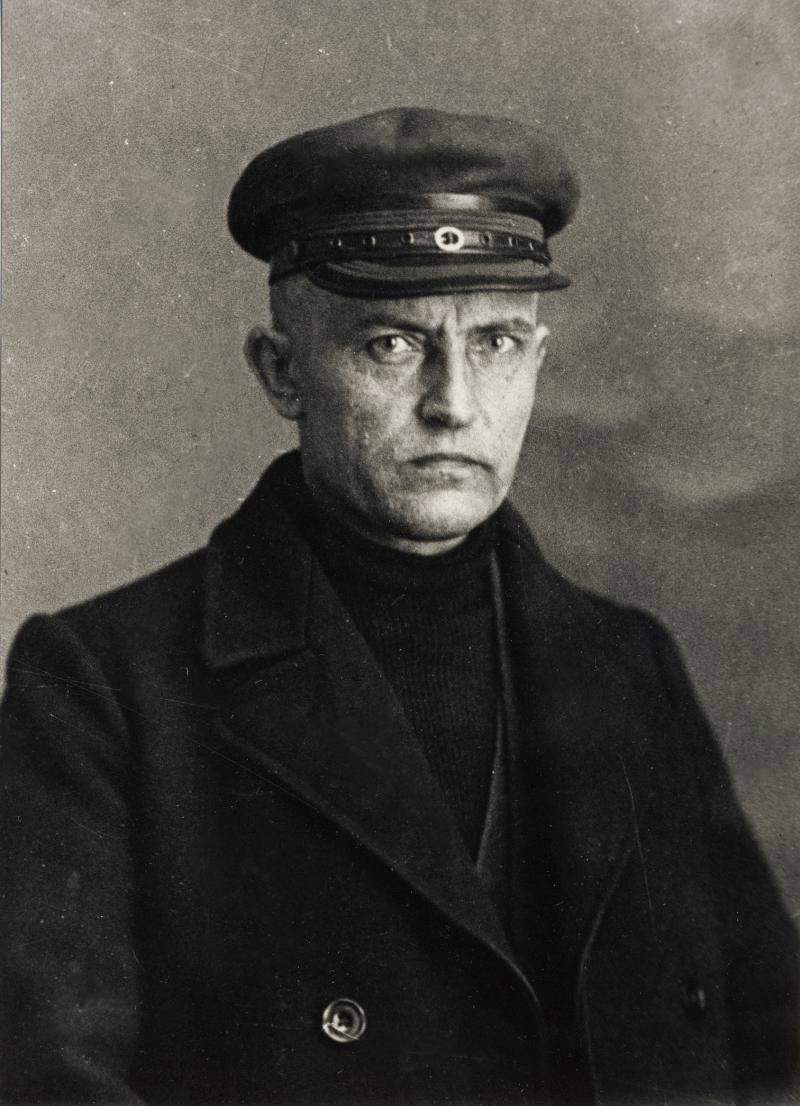
Jaan Anvelt

Jaan Anvelt (Russisch: Ян Янович Анвельт, Oorgu (nu in de gemeente Viljandi vald), 18 april 1884 – Moskou, 11 december 1937) was een Estisch communist en pamflettenschrijver. Hij was een van de leiders van de Communistische Partij van Estland en in de jaren 1918 en 1919 premier van de communistische tegenregering van Estland.

## Levensloop
Jaan Anvelt was de zoon van een boer. Hij volgde lager onderwijs in zijn geboortedorp en ging toen naar de kweekschool in Dorpat (het huidige Tartu). Daar studeerde hij af in 1905. Tussen 1905 en 1907 gaf hij les aan een school in Toila. In 1907 begon hij een rechtenstudie aan de Keizerlijke Universiteit van Sint-Petersburg.
In 1907, het jaar dat hij ging studeren, trad hij toe tot de bolsjewistische vleugel van de Russische Sociaaldemocratische Arbeiderspartij. Hij was al spoedig een van de erkende leiders van de bolsjewieken in het gouvernement Estland. In 1911 werd hij door de universiteit geschorst wegens het organiseren van een studentenstaking en verbannen naar Reval (het huidige Tallinn). Het jaar daarop mocht hij nog wel afstuderen. Daarna was hij als aankomend advocaat in Narva werkzaam. Samen met Johannes Käspert en Villem Buk stichtte hij het linkse tijdschrift Kiir (‘De Straal’), waaraan hij veel bijdragen leverde. Bij die krant was ook Viktor Kingissepp betrokken. Anvelt begon ook pamfletten te schrijven, doorgaans onder pseudoniem. Het vaakst gebruikte hij de pseudoniemen Eessaare Aadu en Kaarel Maatamees. Na 1919 schreef hij meestal onder eigen naam.
Tijdens de Eerste Wereldoorlog bleef Anvelt leiding geven aan de communistische partij, die ondergronds was gegaan. Na de Februarirevolutie van 1917 werd hij voorzitter van de Arbeiders- en Soldatenraad van Narva. Na de Oktoberrevolutie werd Anvelt gekozen tot voorzitter van het Uitvoerend Comité van de Estlandse Sovjets (Eestimaa Nõukogude Täitevkomitee) en lid van het Estlandse Revolutionair Oorlogscomité (Eestimaa Sõja-Revolutsioonikomitee) met Viktor Kingissepp als voorzitter.
Intussen verklaarde op 28 november 1917 het voorlopige parlement van Estland, de Maapäev, zich onafhankelijk van alle Russische staatsorganen. Op 8 december 1917 stelde de Raad van Volkscommissarissen (de Sovjetregering in Petrograd) Jaan Anvelt aan als bolsjewistische regeringsleider van Estland. Tallinn was sinds 5 november in handen van de bolsjewieken; de rest van Estland stond voor het grootste deel achter de Maapäev. Het binnentrekken van Duitse troepen in februari 1918 voorkwam een burgeroorlog. Anvelt vluchtte naar Petrograd.
Na de aftocht van de Duitse troepen in november 1918 brak de burgeroorlog tussen de bolsjewieken en de kort geleden uitgeroepen Republiek Estland alsnog uit. De bolsjewieken kregen steun van de Sovjet-Unie, de Republiek van Groot-Brittannië en Frankrijk en van Russische troepen die trouw waren gebleven aan de tsaar. Tijdens deze Estische Onafhankelijkheidsoorlog waren de bolsjewieken in het begin in het voordeel. Op 29 november 1918 bezetten ze Narva, waar ze de Gemeenschap van Arbeiders van Estland (Eesti Töörahva Kommuuna, Эстляндская Трудовая Коммуна) uitriepen als regering voor de door de bolsjewieken bezette Estische gebieden. Jaan Anvelt werd opnieuw regeringsleider. Hij bleef dat tot de ontbinding van de Arbeiderscommune op 5 juni 1919.
De militaire successen bleven aanhouden tot in januari 1919, toen de bolsjewieken Tallinn tot op 34 km genaderd waren. Ze wisten zich echter al spoedig impopulair te maken bij de bevolking door een groot aantal wraakacties en moordpartijen in onder andere Rakvere en Tartu. In januari 1919 begonnen de Esten onder leiding van generaal Johan Laidoner een tegenoffensief, dat doorsloeg. In mei 1919 waren de bolsjewieken van het grondgebied van Estland verdreven. Op 2 februari 1920 sloten Estland en de Sovjet-Unie de Vrede van Tartu, waarbij de Sovjet-Unie de onafhankelijkheid van Estland erkende.
Anvelt week in 1919 weer uit naar de Sovjet-Unie, waar hij werkte als liaisonofficier bij het Rode Leger. Tussen augustus 1921 en januari 1925 woonde hij weer in Estland, waar hij leiding gaf aan de illegale Communistische Partij van Estland. Na de executie van Viktor Kingissepp in 1922 was hij daar de hoogste leider.
Op 1 december 1924 probeerde de communistische partij een coup te plegen. Het lag in de bedoeling een aantal strategische punten te bezetten, waarna de Estische arbeiders en soldaten zich bij de opstand zouden aansluiten. Daarna kon een communistische regering worden geïnstalleerd en zouden vanuit de Sovjet-Unie al gereed staande troepen Estland binnenmarcheren. Bij de putsch waren ongeveer 200 mensen betrokken, die in kleine groepjes werden opgedeeld, elk met de taak een strategisch punt te bezetten. Dat slaagde maar deels. De kazernes die de putschisten probeerden over te nemen, bleven in handen van het leger. Ook een aanval op het Toompeakasteel werd afgeslagen. Alleen het vliegveld, het hoofdpostkantoor, het Baltische Station en het station Tallinn-Väike waren korte tijd in handen van de putschisten. Ze wisten ook de ambtswoning van staatsoudste Friedrich Karl Akel binnen te dringen, maar Akel wist te ontkomen. Jaan Anvelt nam zelf deel aan de bezettingspoging van het Baltische Station en doodde eigenhandig een politieman en een militair. De steun van de arbeiders en soldaten bleef uit en de kleine, verspreid opererende groepjes konden gemakkelijk onschadelijk worden gemaakt door het leger en de politie. Na vijf uur was de couppoging voorbij. Aan Estische zijde kwamen 21 mensen om, onder wie de minister van Verkeer, Karl Kark. 23 putschisten vonden de dood. Meer dan honderd opstandelingen werden na de couppoging ter dood gebracht. Jaan Anvelt vluchtte met zijn vrouw naar de Sovjet-Unie. Ook enkele andere leiders van de communistische partij, zoals Karl Rimm en Rudolf Vakmann, wisten te ontkomen.
In 1925 ging Anvelt werken voor het Centraal Comité van de Estische Communistische Partij in ballingschap en later voor de Komintern in Moskou. Tussen 1926 en 1929 had hij de functie van directeur van een opleidingsinstituut  voor de Sovjetluchtmacht. Van 1929 tot 1935 was hij plaatsvervangend hoofd van de civiele luchtvloot van de Sovjet-Unie en van 1935 tot 1937 secretaris van de Internationale Controlecommissie van de Komintern.
In 1937 werd Anvelt slachtoffer van de Grote Zuivering in de Sovjet-Unie. Hij werd gearresteerd en verhoord door de NKVD-functionaris Aleksandr Langfang (1907-1990), die hem zodanig mishandelde dat hij op 11 december 1937 aan de gevolgen overleed. Zijn vrouw Alice, die kunstenares was, werd uit de Communistische Partij van de Sovjet-Unie en de Bond van Sovjetkunstenaars gezet en moest als naaister aan het werk. Ook Karl Rimm en Rudolf Vakmann werden slachtoffer van de Grote Zuivering.

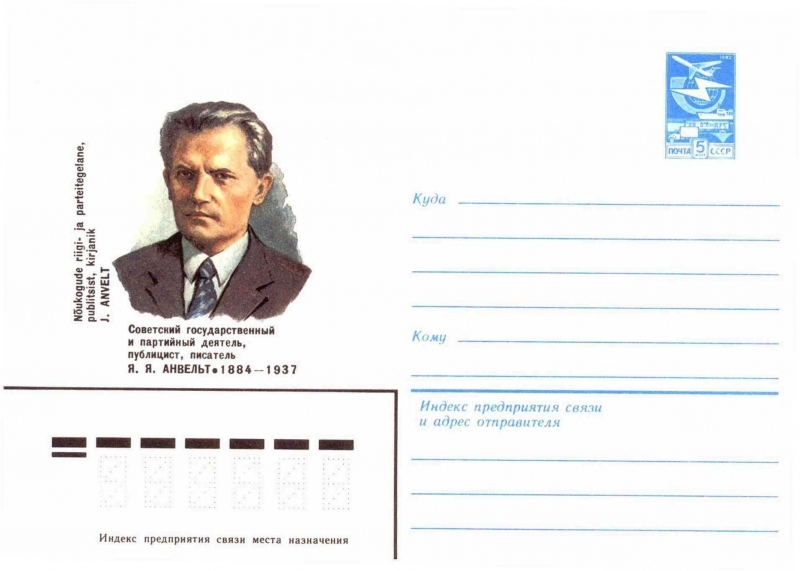
Voorgefrankeerde envelop met het portret van Jaan Anvelt, 1984

In 1956, toen partijleider Nikita Chroesjtsjov zich had gedistantieerd van de misdaden van zijn voorganger Jozef Stalin, werd Anvelt gerehabiliteerd. Langfang verloor zijn militaire rang en werd tot een gevangenisstraf veroordeeld. Ook Anvelts weduwe, inmiddels teruggekeerd naar (Sovjet-)Estland, werd gerehabiliteerd, al zou het nog tot 1969 duren voor ze werd toegelaten tot de Bond van Estische Kunstenaars. In Estland  werden straten naar hem vernoemd en in Tallinn kreeg hij een standbeeld. In de jaren 1982-1987 werd zelfs een selectie uit zijn geschriften uitgegeven (Eesti Raamat, Tallinn, vier delen). Na 1990, toen de Estische onafhankelijkheidsbeweging een machtsfactor was geworden, kregen alle ‘Jaan Anveltstraten’ een andere naam. Het standbeeld van Anvelt bevindt zich nu in het Bezettingsmuseum in Tallinn.

## Privéleven
Anvelt trouwde in 1909 met Alma Ostra (1886-1960), maar scheidde al in 1910 van haar. Hij hertrouwde in 1924 met Aliice-Marie Levald (1900-1991). Het paar kreeg een dochter Kima en een zoon Jaan.
Anvelts kleinzoon Andres Anvelt is een politicus van de Estlandse Sociaaldemocratische Partij. Tussen maart 2014 en april 2015 was hij minister van Justitie van de Republiek Estland.

## Verzameld werk van Anvelt
- Valitud teosed 1, 1905-1917 (onder redactie van Karl Tammistu), Eesti Raamat, Tallinn, 1982.
- Valitud teosed 2, 1917-1921 (onder redactie van Karl Tammistu), Eesti Raamat, Tallinn, 1983.
- Valitud teosed 3, 1921-1925 (onder redactie van Karl Tammistu), Eesti Raamat, Tallinn, 1986.
- Valitud teosed 4, 1925-1928 (onder redactie van Karl Tammistu), Eesti Raamat, Tallinn, 1987.

- Gemeinsame Normdatei: 1031783318
- International Standard Name Identifier: 0000 0000 2644 8103
- Library of Congress Control Number: n83136142
- LIBRIS: 397534
- Virtual International Authority File: 23516518
- WorldCat: E39PBJrWBMgD9xBXFPrhw4XyBP